# 大连大学体育场
大连大学体育场，座落于辽宁省大连市金州新区学府大街10号大连大学校内。2009年9月10日，刚刚成立的大连阿尔滨足球俱乐部与大连大学签订协议，大连阿尔滨使用大连大学体育场用作球队比赛、训练，并出资升级、维护场地。 大连大学体育场是大连阿尔滨2010年、2011年征战中国足球乙级联赛和中国足球甲级联赛的主场。 大连大学体育场的场地条件难以达到中国足球超级联赛的标准，甚至不够中国足球甲级联赛的球场标准。2012年大连阿尔滨不再使用大连大学体育场为主场，改与大连实德足球俱乐部共用大连金州体育场。